# Erginulus quadricristatus
Erginulus quadricristatus is een hooiwagen uit de familie Cosmetidae.